# Мечеть Лулуа
Мечеть Лулуа (араб. مسجد اللؤلؤة‎) расположена в Каире, столице Египта, и была построена в 1015—1016 годах. Она также известна под многими схожими названиями. Мечеть была построена во время правления третьего фатимидского халифа аль-Хакима в фатимидском архитектурном стиле. Мечеть была частично разрушена в 1919 году, но позднее была восстановлена в 1998 году мусульманской общиной Давуди Бохра. Она расположена у южного кладбища в холмах Мокаттам.

## Расположение
Мечеть расположена рядом с южным кладбищем в холмах Мокаттам, гряде низких холмов к востоку от Каира. Она обладает средней высотой в 180 метров с самой высокой вершиной в 213 метров над уровнем моря. Он подразделяется на три участка. Самый высокий из них — это низкогорный рельеф, называемый горой Мокаттам. В Средние века он играл роль важного карьера для добычи известняка, который использовался при строительстве мечетей и церквей. Мечеть Лулуа также была возведена из этого известняка. Она находится недалеко от этого холма.

## История
Халиф Египта аль-Хаким Биамриллах (996—1021), третий из династии Фатимидов, возвёл эту мечеть среди многих других небольших мечетей, построенных на холмах Мокаттам. По преданию аль-Хаким по ночам посещал мечеть один, чтобы совершить молитву
. Однажды он заблудился в холмах, странным образом блуждая ночью; его плащ был найден с кинжалом, спрятанным в нём. Название мечети переводится как «жемчужина», так как мечеть внешне была богато украшена и блестела.

## Описание
Фатимидская мечеть была построена на известняковом выступе, ненадёжно возвышавшемся как отдельный компонент горного хребта. Обнажённый известняк образовал фундамент сооружаемой мечети. Она была построена в уникальном фатимидском архитектурном стиле. Это одна из ранних мечетей, построенных в Египте, представляющая типичный фатимидский архитектурный стиль, включавший в себя порталы с небольшими выступами, михрабы и стены киблы (покрытые орнаментом), увенчанные куполами, указывающими на место поклонения, колонные веранды с тройными или килевидными арками, фасад с надписями. Мечеть Лулуа первоначально состояла из трёхэтажного башенного сооружения, построенного по прямоугольному плану. Первый этаж был частично выкопан из холма. Он был бочкообразным, сводчатым с тройным арочным входом, простой киблой (михрабом) на задней стене на каждом этаже (несколько кибл в одной мечети — уникальная особенность этой мечети) и был построен из известняка с щебнем. Верхние этажи были построены из кирпича, а внутренние стены оштукатурены. Один из этих верхних этажей также имел тройной арочный вход; арки были возведены из кирпича и камня. На среднем этаже, со сводчатым бочонком, сзади была украшенная киблой (михрабом)и одним прямоугольным окном. На верхнем этаже было два отделения, каждое с одним окном. Своды на верхних этажах были построены из кирпича.
Первое сообщение о реконструкции мечети датируется XVI веком. После того, как её фасад и своды рухнули в 1919 году, мечеть была отремонтирована индийской мусульманской общиной Давуди Бохра в конце 1990-х годов.
Рядом с мечетью была также возведена мансара, которая использовалась как гостевой дом для иноземных гостей и впоследствии была преобразована в постоялый двор для торговцев, прибывающих из других стран.